# Евстафьевская башня
Евстафьевская башня — одна из несохранившихся до наших дней башен Смоленской крепостной стены.

## Внешний вид и местонахождение
Представляла собой 16-гранную глухую башню. Находилась примерно в 30 метрах восточнее нынешней улицы Маршала Жукова, на месте нынешнего Дома Офицеров, между башнями Никольской и Антифоновской (ныне не существует).

## История башни
Пострадала во время осады Смоленска в 1632—1633 годах московским войском под командованием воеводы Михаила Шеина. В 1660-е годы была сильно перестроена. В 1706 году Евстафьевская башня была защищена земляной насыпью. В 1890 году прясла стены по обеим сторонам башни были демонтированы согласно решению Особой комиссии по сохранению стены. С 1896 года в башне находился водонапорный резервуар смоленского водопровода. В 1898 году участки на месте снесённой стены, в том числе и земляные валы, были проданы частным лицам под застройку. Через некоторое время валы были полностью срыты.
На чертежах обмера Смоленской крепостной стены, проведённого в 1937 году, Евстафьевская башня не указывается. Однако на фотографиях, сделанных во время немецкой оккупации,  эта башня есть. Есть она и на немецкой разведывательной аэрофотосъемке, сделанной в июле 1941 года. А на аэрофотосъемке, проведенной в декабре 1943 года, на месте башни уже только груда обломков. Вероятно она была взорвана нацистами при отступлении в сентябре 1943 года как элемент городской инфраструктуры - водопровода.